# Sancho Gracia
Félix Ángel Sancho Gracia, de nom artístic Sancho Gracia (Madrid, 27 de setembre de 1936 − Madrid, 8 d'agost de 2012), fou un actor espanyol.
Va ser un rellevant i popular actor de cinema, televisió i teatre que va participar en moltes pel·lícules en la seva extensa carrera artística, així com en multitud d'obres de teatre. Els seus treballs per a la televisió el van fer molt popular, especialment la seva interpretació de Curro Jiménez en la sèrie televisiva del mateix títol, encara que altres com Los tres mosqueteros, Los camioneros o La máscara negra també foren molt reeixides.
Participà també en les pel·lícules Montoyas y Tarantos (1989), dirigida per Vicente Escrivá, i El crimen del padre Amaro (2002), de Carlos Carrera, que foren seleccionades per als Oscars en representació d'Espanya i Mèxic respectivament.
Va ser candidat al Goya a la millor interpretació masculina en 2002 pel seu treball en 800 balas, dirigida per Álex de la Iglesia. L'Associació de Crítics de Nova York el va premiar per la seva participació en la pel·lícula El crimen del padre Amaro al febrer de 2003, i va ser guardonat amb el premi Calabuch d'Honor a tota una carrera en el Festival Internacional de Cinema de Peníscola, de cinema de comèdia, aquest mateix any.
Va estar molt vinculat amb Uruguai, on va residir des de 1947 fins a 1963, i on va començar la seva carrera d'actor a l'ombra de Margarita Xirgu. Va ser agregat cultural honorari d'Uruguai a Espanya des de gener de 1991 fins a la seva defunció.

## Biografia
Va néixer el 27 de setembre de 1936 a Madrid. Segons explicava ell mateix, en 1947, quan tenia 11 anys, se'n va anar a Uruguai perquè al seu pare, que era maitre a l'hotel Palace de Madrid, li van oferir ser majordom en l'ambaixada d'Espanya a Montevideo (treball que va acceptar), la qual cosa no té res a veure amb cap exili de la seva família a causa de la guerra civil, com alguna vegada s'ha afirmat. Es va establir en Uruguai, on va estudiar interpretació a l'Escola Municipal d'Art Dramàtic (EMAD), dirigida per Margarita Xirgu.
Va debutar precisament amb aquesta actriu en aquest país sud-americà amb un muntatge d'El somni d'una nit d'estiu, de William Shakespeare. Després seguirien obres de Lope de Vega, Jacinto Benavente i Albert Camus. En 1963 va tornar a Espanya, on va treballar a les ordres de José Tamayo o Miguel Narros.
El seu pas pel cinema comença en 1964, quan debuta amb La otra mujer, de François Villiers. A partir d'aquest moment, i al llarg de quatre dècades de carrera, roda més de 80 pel·lícules amb, entre d'altres, José Luis Sáenz de Heredia, Juan Antonio Bardem, Jaime de Armiñán, José Luis Cuerda i Álex de la Iglesia.
No obstant això, la seva major quota de popularitat la hi deu a la televisió, mitjà en el qual va començar a treballar a principis de la dècada de 1960. En els següents anys, la seva presència davant les càmeres de Televisió Espanyola va ser gairebé contínua, amb aparicions en les obres de teatre televisat de l'espai Estudio 1 (intervenint en les adaptacions per a la pantalla petita de, entre d'altres, El alcalde de Zalamea, Otel·lo o Dotze homes sense pietat), o sèries com Los camioneros. Fou en 1976-77 quan va protagonitzar la sèrie que el va portar definitivament a la fama, Curro Jiménez, per la qual seria recordat fins al moment de la seva mort.
En 1984 va interpretar al criminal executat José María Jarabo en un capítol de la sèrie La huella del crimen que dirigí Juan Antonio Bardem. En la dècada dels 90, també treball en televisió com a presentador d'alguns programes; per exemple el programa Todo por la pasta (1993).
Al llarg de la seva àmplia carrera cinematogràfica va treballar en multitud de produccions internacionals, tant nord-americanes com a europees, diverses d'elles del gènere spaghetti western. Destaquen: 100 Rifles (amb Burt Reynolds i Raquel Welch), Pampa salvaje (amb Robert Taylor), Marco Antonio y Cleopatra (amb Charlton Heston) i Marbella, un golpe de cinco estrellas (amb Rod Taylor, Britt Ekland i Paco Rabal).
Casat amb la uruguaiana Noela Aguirre Gomensoro, el seu padrí de noces fou Adolfo Suárez González. Van tenir tres fills: Rodrigo, Félix i el també actor Rodolfo Sancho.
Va morir el 8 d'agost de 2012 per les complicacions causades pel càncer de pulmó que patia.

## Filmografia

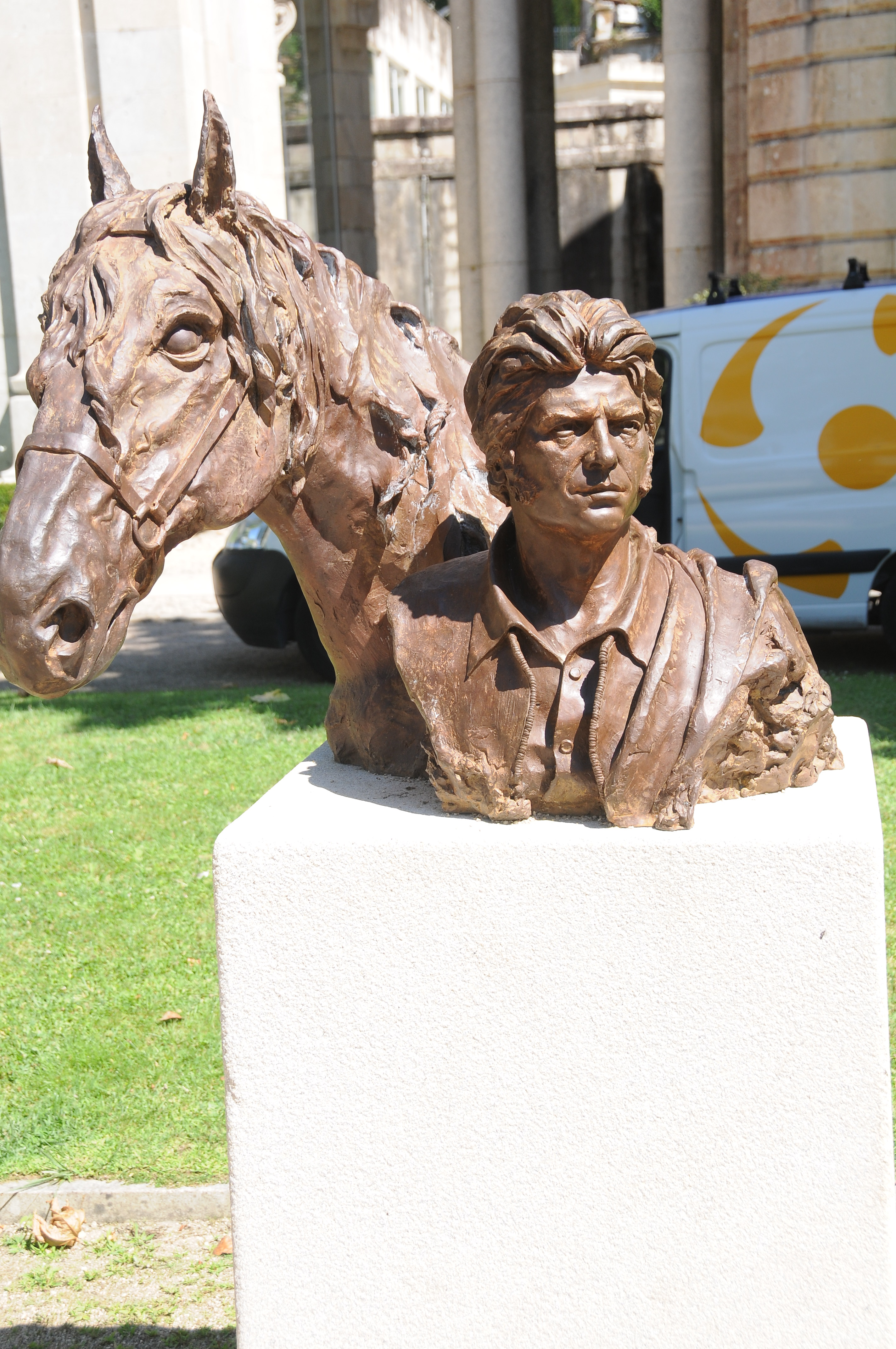
Bust a Mondariz Balneario

### Cinema
| Any  | Pel·lícula                            | Director                         |
| ---- | ------------------------------------- | -------------------------------- |
| 2011 | Artigas – La Redota                   | César Charlone                   |
| 2010 | Balada triste de trompeta             | Álex de la Iglesia               |
| 2010 | Entrelobos                            | Gerardo Olivares                 |
| 2009 | 7 pasos y medio                       | Lalo Garcia                      |
| 2006 | La bicicleta                          | Sigfrid Monleón                  |
| 2006 | Los managers                          | Fernando Guillén Cuervo          |
| 2006 | Los muertos van deprisa               | Ángel de la Cruz                 |
| 2005 | R2 y el caso del cadáver sin cabeza   | Álvaro Sáenz de Heredia          |
| 2005 | La leyenda del espantapájaros         | Marco Besas                      |
| 2005 | Bailando chachacha                    | Manuel Herrera                   |
| 2004 | Perfecto amor equivocado              | Gerardo Chijona                  |
| 2004 | Mala uva                              | Javier Domingo                   |
| 2003 | El Cid: La leyenda                    | José Pozo (veu)                  |
| 2003 | El oro de Moscú                       | Jesús Bonilla                    |
| 2003 | El furgón                             | Benito Rabal                     |
| 2002 | 800 balas                             | Álex de la Iglesia               |
| 2002 | El robo más grande jamás contado      | Daniel Monzón                    |
| 2002 | La caja 507                           | Enrique Urbizu                   |
| 2002 | El crimen del padre Amaro             | Carlos Carrera                   |
| 2002 | ¡Hasta aquí hemos llegado!            | Yolanda García Serrano           |
| 2001 | No te fallaré                         | Manuel Ríos San Martín           |
| 2000 | La Comunidad                          | Álex de la Iglesia               |
| 2000 | A galope tendido                      | Julio Suárez                     |
| 2000 | Luz de inocencia                      | Isidro Carbajal                  |
| 1999 | Inferno                               | Joaquim Leitão                   |
| 1999 | Muertos de risa                       | Álex de la Iglesia               |
| 1998 | La mirada del otro                    | Vicente Aranda                   |
| 1997 | Martín (Hache)                        | Adolfo Aristarain                |
| 1995 | Cachito                               | Enrique Urbizu                   |
| 1993 | Tocando fondo                         | José Luis Cuerda                 |
| 1993 | Huidos                                | Sancho Gracia                    |
| 1989 | Montoyas y Tarantos                   | Vicente Escrivá                  |
| 1988 | Gallego                               | Manuel Octavio Gómez             |
| 1985 | La hora bruja                         | Jaime de Armiñán                 |
| 1985 | Marbella, un golpe de cinco estrellas | Miguel Hermoso                   |
| 1985 | De tripas corazón                     | Julio Sánchez Valdés             |
| 1980 | Él y él                               | Eduardo Manzanos Brochero        |
| 1978 | Avisa a Curro Jiménez                 | Rafael Romero Marchent           |
| 1976 | Guerreras verdes                      | Ramón Torrado                    |
| 1974 | Dick Turpin                           | Fernando Merino                  |
| 1973 | El espectro del terror                | José María Elorrieta             |
| 1972 | La selva blanca                       | Ken Annakin                      |
| 1972 | Marco Antonio y Cleopatra             | Charlton Heston                  |
| 1971 | Rain for a Dusty Summer               | Arthur Lubin                     |
| 1970 | El último día de la guerra            | Juan Antonio Bardem              |
| 1969 | Simón Bolívar                         | Alessandro Blasetti              |
| 1969 | La furia de los siete magnificos      | Paul Wendkos                     |
| 1969 | 100 Rifles                            | Tom Gries                        |
| 1968 | La chica de los anuncios              | Pedro Lazaga                     |
| 1968 | Robo de diamantes                     | Bernard Glasser Harry Spalding   |
| 1967 | La casa de las mil muñecas            | Jeremy Summers                   |
| 1967 | Club de solteros                      | Pedro Mario Herrero              |
| 1967 | ¿Qué hacemos con los hijos?           | Pedro Lazaga                     |
| 1967 | Oro maldito                           | Giulio Questi                    |
| 1966 | La ciudad no es para mí               | Pedro Lazaga                     |
| 1966 | Camino del Rocío                      | Rafael Gil                       |
| 1966 | Fray Torero                           | José Luis Sáenz de Heredia       |
| 1966 | Las viudas                            | Julio Coll                       |
| 1966 | Cazador de recompensas                | Tonino Valerii                   |
| 1966 | Pampa salvaje                         | Hugo Fregonese                   |
| 1966 | Las últimas horas...                  | Santos Alcocer                   |
| 1966 | ¡Es mi hombre!                        | Rafael Gil                       |
| 1966 | Espi... ando                          | Francisco Ariza                  |
| 1966 | Operación Póker: agente 05-14         | Osvaldo Civirani                 |
| 1966 | Los duendes de Andalucía              | Ana Mariscal                     |
| 1965 | Plazo para morir                      | Giovanni Grimaldi                |
| 1965 | El sheriff no dispara                 | José Luis Monter Renato Polselli |
| 1964 | La otra mujer                         | François Villiers                |

### Televisió
| Any       | Pel·lícula o programa                            |                 |
| --------- | ------------------------------------------------ | --------------- |
| 2006      | La dársena de poniente                           |                 |
| 2006      | Películas para no dormir: La habitación del niño | Episodi         |
| 2005      | Lobos                                            |                 |
| 2004      | 7 Vidas                                          | Episodi         |
| 2001      | Calígula                                         |                 |
| 1999      | Puerta con puerta                                |                 |
| 1999      | The long kill: La justicia de los forajidos      |                 |
| 1999      | El secreto de la porcelana                       |                 |
| 1997      | Hostal Royal Manzanares                          |                 |
| 1997      | Tratado de las buenas maneras                    |                 |
| 1997      | La virtud del asesino                            |                 |
| 1996      | Pratos combinados                                | 1 Episodi       |
| 1994      | Curro Jiménez II                                 |                 |
| 1993      | Todo por la pasta                                | Presentador     |
| 1993      | Amor de Papel (Veneçuela)                        | Telenovel·la    |
| 1991      | I misteri della giungla nera                     |                 |
| 1991      | Tango                                            | Minisèrie       |
| 1991      | La isla de los piratas                           |                 |
| 1987      | La tía de Frankenstein                           | Minisèrie       |
| 1985      | Página de sucesos                                | Episodi         |
| 1984      | La huella del crimen 1: Jarabo                   | Episodi         |
| 1983      | Los desastres de la guerra                       | Minisèrie       |
| 1982      | La máscara negra                                 |                 |
| 1982      | La isla de los fugitivos                         |                 |
| 1977      | Mala racha                                       |                 |
| 1976-1978 | Curro Jiménez                                    | 40 episodis     |
| 1975      | Original                                         | Episodi         |
| 1974      | Cuentos y leyendas                               | Episodi         |
| 1973-1974 | Los camioneros                                   |                 |
| 1972      | Pequeño estudio                                  | Episodi         |
| 1971      | Los tres mosqueteros                             | Minisèrie       |
| 1970      | Páginas sueltas                                  | Episodi         |
| 1969      | Honeymoon with a Stranger                        |                 |
| 1968      | Telecomedia de humor                             | Episodi         |
| 1967-1970 | Teatro de siempre                                | Varis episodis  |
| 1967      | Historias naturales                              | 2 Episodis      |
| 1967      | Autores invitados                                | Episodi         |
| 1967      | Historias de hoy                                 | 2 Episodis      |
| 1966      | El tercer rombo                                  | Episodi         |
| 1966      | Diego de Acevedo                                 | Episodi         |
| 1965-1973 | Estudio 1                                        | Alguns episodis |
| 1965      | Tú tranquilo                                     | Episodi         |
| 1964-1971 | Novela                                           | Alguns episodis |
| 1964      | Historias de mi barrio                           | 5 Episodis      |
| 1964      | Teatro de familia                                | 5 Episodis      |
| 1964      | Primera fila                                     | 4 Episodis      |
| 1963      | Gran teatro                                      | Episodi         |
| 1973      | "Doce hombres sin piedad"                        | Estudio Uno     |

### Teatre
- La cena de los generales (2008).
- Panorama desde el puente (2000/01), d'Arthur Miller.
- Goya (obra de teatre) (1996), d'Alfonso Plou.
- Don Juan Tenorio (1995), de José Zorrilla.
- Combate de negro y perros (1990/91).
- Tiempo de espadas (1972), de Jaime Salom.
- La mamma (1970/71), de André Roussin.
- Fortunata y Jacinta (1969), de Benito Pérez Galdos.
- La colección (1968), de Harold Pinter.
- Mañana te lo dire (1966), de James Saunders.
- El sirviente (1964), de Robin Maugham.
- Calígula (1963), d'Albert Camus
- Los intereses creados (1962), de Jacinto Benavente.
- El caballero de Olmedo (1962), de Lope de Vega.
- Divinas palabras (1962), de Valle Inclan.
- Bodas de sangre, de Federico García Lorca.
- Un sombrero de paja de Italia (1957), de Eugène Labiche.
- El cardenal de España (1957), de Henry de Montherlant.
- Peribáñez y el comendador de Ocaña (1957), de Lope de Vega.
- El sueño de una noche de verano (1957), de William Shakespeare (Debut)

## Premis i nominacions
Premis Goya
| Any  | Categoria                 | Pel·lícula | Resultat |
| ---- | ------------------------- | ---------- | -------- |
| 2002 | Millor actor protagonista | 800 balas  | Candidat |

Premis de la Unió d'Actors
| Any  | Categoria                             | Pel·lícula | Resultat |
| ---- | ------------------------------------- | ---------- | -------- |
| 2010 | Millor actor de repartiment de cinema | Entrelobos | Candidat |

Premis TP d'Or
| Any  | Categoria                      | Pel·lícula                     | Resultat  |
| ---- | ------------------------------ | ------------------------------ | --------- |
| 2010 | Premi Especial a tota una vida | Premi Especial a tota una vida | Guanyador |
| 1977 | Millor actor nacional          | Curro Jiménez                  | Guanyador |

Medalles del Cercle d'Escriptors Cinematogràfics
| Any  | Categoria              | Pel·lícula | Resultat |
| ---- | ---------------------- | ---------- | -------- |
| 2010 | Millor actor secundari | Entrelobos | Candidat |

Premis de l'Associació de Cronistes de l'Espectacle (Nova York)
| Any  | Categoria                   | Pel·lícula                | Resultat  |
| ---- | --------------------------- | ------------------------- | --------- |
| 2002 | Millor actor de repartiment | El crimen del padre Amaro | Guanyador |

Festival de Cinema de Màlaga
| Any  | Categoria                                       | Pel·lícula      | Resultat  |
| ---- | ----------------------------------------------- | --------------- | --------- |
| 2009 | Millor actor de repartimentGoya al millor actor | 7 pasos y medio | Guanyador |

Altres
- Premi Ciudad de Huelva del Festival de Cinema Iberoamericà (2005)
- Premi Ondas pel seu paper protagonista a 800 balas (2002)
- Medalla d'Oro de Belles Arts (2002)
- Famós Español (1979)
- Famós del Boto (1979)
- La Voz de la Isla de la Palma (1979)
- Trofeu OTEMA, Ciutat de Conca (1979)
- Premi Ondas a la serie Curro Jiménez com a producció i labor de conjunt (1978)
- Aro de Plata T.V.E. (1978)
- Famós Nacional las Palmas (1978)
- Trofeu Costa de Azahar (1978)